# 112e méridien ouest
En géographie, le 112e méridien ouest est le méridien joignant les points de la surface de la Terre dont la longitude est égale à 112° ouest.

## Géographie

### Dimensions
Comme tous les autres méridiens, la longueur du 112e méridien correspond à une demi-circonférence terrestre, soit 20 003,932 km. Au niveau de l'équateur, il est distant du méridien de Greenwich de 12 468 km,.
Avec le 68e méridien est, il forme un grand cercle passant par les pôles géographiques terrestres.

### Régions traversées
En commençant par le pôle Nord et descendant vers le sud au pôle Sud, Le 112e méridien ouest passe par:
| Coordonnées           | Pays, territoire ou mer | Notes |
| --------------------- | ----------------------- | --- |
| 90° 00′ N, 112° 00′ O | Océan Arctique          | |
| 78° 33′ N, 112° 00′ O | Canada                  | Territoires du Nord-Ouest — île Borden |
| 78° 21′ N, 112° 00′ O | Détroit de Wilkins      | |
| 78° 02′ N, 112° 00′ O | Canada                  | Territoires du Nord-Ouest — Île Mackenzie King |
| 77° 20′ N, 112° 00′ O | Étendue d'eau sans nom  | |
| 76° 00′ N, 112° 00′ O | Canada                  | Territoires du Nord-Ouest — Île Melville |
| 75° 09′ N, 112° 00′ O | Golfe de Liddon (en)    | |
| 75° 01′ N, 112° 00′ O | Canada                  | Territoires du Nord-Ouest — Île Melville |
| 74° 28′ N, 112° 00′ O | Canal de Parry          | Détroit du Vicomte-Melville |
| 72° 53′ N, 112° 00′ O | Canada                  | Territoires du Nord-Ouest — Île Victoria Nunavut — à partir de 70° 00′ N, 112° 00′ O sur l'Île Victoria |
| 68° 31′ N, 112° 00′ O | Golfe du Couronnement   | |
| 68° 14′ N, 112° 00′ O | Canada                  | Nunavut — Archipel du Duc d'York (en) |
| 68° 10′ N, 112° 00′ O | Golfe du Couronnement   | |
| 67° 45′ N, 112° 00′ O | Canada                  | Nunavut Territoires du Nord-Ouest — à partir de 65° 30′ N, 112° 00′ O, passe par le Grand lac des Esclaves Alberta — à partir de 60° 00′ N, 112° 00′ O                                                                                             |
| 49° 00′ N, 112° 00′ O | États-Unis              | Montana Idaho — à partir de 44° 32′ N, 112° 00′ O Utah — à partir de 42° 00′ N, 112° 00′ O, passe juste à l'ouest de Salt Lake City à 40° 45′ N, 111° 53′ O Arizona — à partir de 37° 00′ N, 112° 00′ O, passe par Phoenix à 33° 27′ N, 112° 00′ O |
| 31° 37′ N, 112° 00′ O | Mexique                 | Sonora |
| 28° 51′ N, 112° 00′ O | Golfe de Californie     | |
| 27° 06′ N, 112° 00′ O | Mexique                 | Basse-Californie du Sud |
| 24° 44′ N, 112° 00′ O | Baie de Magdalena       | |
| 24° 32′ N, 112° 00′ O | Mexique                 | Basse-Californie du Sud — Isla Santa Margarita |
| 24° 31′ N, 112° 00′ O | Océan Pacifique         | Passe juste à l'est de Roca Partida, Mexique à 19° 00′ N, 112° 04′ O |
| 60° 00′ S, 112° 00′ O | Océan Austral           | |
| 74° 10′ S, 112° 00′ O | Antarctique             | Liste des territoires non revendiqués |